# Еталонна діброва (Вінницьке лісництво)
Етало́нна дібро́ва — ботанічна пам'ятка природи місцевого значення. Розташована на території Якушинецької сільської ради Вінницького району Вінницької області (Вінницьке лісництво, кв. 72, діл.4) поблизу с. Зарванці. Оголошена відповідно до рішення Вінницького облвиконкому від 29.08.1984 р. № 371. Охороняється цінне високопродуктивне еталонне насадження дуба звичайного з домішкою ясена звичайного.